# Brent (petroleum)
Brent, även Brent crude eller Brent blend, är en typ av råolja som utvinns i Nordsjön. Oljan klassificeras som en söt lättolja. Söt innebär i detta sammanhang att oljan har svavelhalt på under 0,5 % och lättolja innebär att oljans viskositet och densitet är förhållandevis låg. Liksom andra söta lättoljor är Brentoljan högt eftertraktad då den lämpar sig mycket väl till framställning av kommersiellt gångbara produkter som bensin och dieselolja. Brent fyller även en viktig funktion som referensolja och används som utgångspunkt för prissättning.
Namnet Brent Crude kommer från oljefältet Brent i nordsjön, som öppnades av Shell 1976. Shell valde sjöfågelnamn på alla sina oljefält i Nordsjön. 
Namnet Brent kommer från brent goose som är ett engelskt namn på prutgåsen. Brent var under lång tid det mest produktiva oljefältet och fick därför ge namn åt den "söta lättoljan" i allmänhet.